# KUAM (AM)
KUAM（630 AM，“Isla63”）是位于关岛的一个广播电台，在1954年3月3日开播，是关岛的第一个广播电台。主要播放查莫罗语音乐，发射功率10千瓦。

## 历史
Isla63在早期称为Isla61，是因为当时的频率位于612kHz，在2007年7月将频率调整为630kHz后，改为现在的名称。值得一提的是，在2002年12月8日台风凤仙袭击了关岛之后，Isla61曾停播了1年之久。